# Pietro Antonio Michelotti
Pour les articles homonymes, voir Michelotti.
Pietro Antonio Michelòtti est un médecin vénitien (né à Drò, dans le village de Riva del Garda en 1673 - Venise le 21 janvier 1740), partisan de la doctrine iatro-mécanique. Proche de la famille de Jean Bernoulli, il entretint une correspondance importante avec toute l'Europe savante. Il recherchait dans les composants du sang l'origine des sécrétions humaines.

## Enfance et études
Il était le cinquième enfant de Gianfrancesco Michelòtti, d'une vieille famille d'Arco, et de sa femme Domenica.
Après avoir appris le latin à Arco, il décida de lui-même de se consacrer à l'étude de la philosophie, de la physique et des mathématiques. Étudiant de l’université de Padoue, il eut pour maîtres B. Ramazzini, le cartésien M. Fardella, D. Guglielmini et A. Vallisneri, et le 23 décembre 1700 soutint sa thèse de doctorat de philosophie et de médecine. Invité par le jury à combler ses lacunes en géométrie, il s'inscrivit en 1701 et 1702 à la Faculté des Arts pour y suivre les cours en auditeur libre. Contraint de retourner dans sa patrie en 1703 par suite de l’invasion du Trentin par l'armée française durant la guerre de succession d'Espagne, il alla en 1706 Venise où on l'admit au Collège des médecins ce qui lui permettait d'exercer comme praticien. Ce fut une période d'activité intellectuelle intense et féconde où il découvrit les idées iatro-mécaniques. À cette époque il travaillait avec A. Conti, avec qui il fréquentait une société de mathématiques et de physique, où ils suivaient les conférences de T.P. Maffei.

## Le séjour de Padoue: les iatromécaniciens
Mais c'est surtout le mathématicien suisse Jakob Hermann, déjà disciple de Jacques Bernoulli, qui eut sur Michelòtti une influence décisive. Ce géomètre avait postulé en 1707 à la succession de Gottfried Wilhelm Leibniz à la chaire de mathématique de l’université de Padoue. En 1707 et 1708, Michelòtti fut étudiant de la Faculté des Arts pour y suivre les leçons publiques de Hermann ; peu à peu, il noua avec lui des rapports amicaux et bénéficia de cours particuliers : Hermann l’initia au calcul différentiel et intégral et lui fit connaître deux textes fondamentaux pour la nouvelle doctrine iatro-mécanique, les traités De motu musculorum (1694) et De effervescentia et fermentatione (1690) de Jean Bernoulli ; en outre, Hermann (qui travaillait alors à la rédaction de sa Phoronomia) lui révéla quelques démonstrations originales que Michelòtti s’attribua par la suite dans son essai De separatione fluidorum. Michelòtti demeura en correspondance avec Hermann jusqu’à son départ de Padoue (1713) ; il put, par son entremise, nouer des liens épistolaires avec Jean Bernoulli en 1714, puis avec Leibniz l'année suivante. Sa correspondance avec Bernoulli se prolongea jusqu’à la fin de l'année 1725 et lui fut précieuse, non seulement pour l’élaboration du De separatione fluidorum, mais aussi pour la compilation de ses Animadversiones qu’il annexa à l’édition suivante (Venise, 1721) des deux traités de Bernoulli.
Les Animadversiones étaient une attaque frontale contre les objections de James Keill sur la doctrine de la contraction musculaire de Bernoulli ; quelques années plus tard, Michelòtti adressa à Hermann, alors en poste à Saint-Pétersbourg, une Apologia (Venise, 1727) dans laquelle il répondait à d’autres critiques de Richard Mead formulées entre-temps.

## La iatromécanique à l'épreuve
Avec sa première œuvre, intitulée Conghietture … sopra la natura, cagione, e rimedj dell’infermità regnanti ne’ animali bovini (ibid. 1712), Michelòtti se mêlait d'une polémique vivace, suscitée par l'origine mystérieuse d'une épizootie de fièvre aphteuse survenue en 1711 et 1714.
Fortement influencé par les thèses de Guglielmini, il soutint que la cause occasionnelle de l’épizootie était la saison froide et pluvieuse qui l’avait précédée et que la cause immédiate était la coagulation et la fermentation du sang ; de ce sang coagulé il disait avoir tiré des « sels de différentes formes, les uns rhomboédriques, les autres cubiques, tétraédriques, etc.» (p. 19) responsables des altérations du sang.

## Travaux sur les écoulements physiologiques
Au cours des années suivantes Michelòtti postula en vain pour une chaire à l'université de Padoue ; mais sa réputation et son attachement manifeste à la république de Venise, devenue sa seconde patrie, lui valurent en 1720 le titre de premier médecin de la République et la reconnaissance de sa noblesse. Au départ de Hermann, Michelòtti joua un rôle décisif dans les tractations qui aboutirent en 1716 à la nomination de Nicolas (I) Bernoulli, neveu de Jean, à la chaire de mathématiques de Padoue. Le séjour à Padoue de Nicolas ne fut que de trois années, mais il fut suffisant pour enrichir les connaissances mathématiques de Michelòtti.
En 1721 il publia à Venise son œuvre la plus importante, De separatione fluidorum in corpore animali dissertatio physico-mechanico-medica, dans laquelle il traite de la fonction des organes glandulaires. Pour les iatro-mécaniciens, la sécrétion est un phénomène essentiellement mécanique, consistant dans la séparation sélective des particules spécifiques de liquide circulant dans les vaisseaux : ils professent ainsi que le sang contient déjà tous les constituants et composants des diverses sécrétions, que l'on peut retrouver dans les filtrats du plasma sanguin. Sur la constitution élémentaire des glandes il se rallie à l'opinion de G.B. Morgagni, qui lui manifesta toujours la plus haute considération.
Au mois de juin 1722 Michelòtti se rendit à Paris avec l'ambassade extraordinaire de Venise et fit la connaissance de l’anatomiste J.-B. Winslow et de Fontenelle. À Fontenelle il écrivit une lettre (Paris 1724) qui est  à l'origine d'une querelle avec J.-C.-A. Helvétius (1728), à propos des effets de l’air dans les poumons. Durant il voyage de retour il fit la connaissance de Daniel Bernoulli, le fils cadet de Jean. En 1723 Daniel se rendit à Venise pour approfondir ses connaissances en médecine avec Michelòtti, dont il devint l’ami. Il publia l’année suivante ses Exercitationes quaedam mathematicae (Venise), où il aborda l'étude du jet d’eau émis par l’orifice d'un récipient (problème de l’ajutage), soutenant l’opinion de Michelòtti contre celle de Riccati. Alors, s'appuyant sur certaines démonstrations de Daniel, Michelotti réfuta dans une lettre à Conti (Venise 1724) les arguments par lesquels le médecin anglais James Jurin avait riposté au De separatione fluidorum.
La biographie intellectuelle de Michelotti se caractérise par l’important réseau scientifique qu’il avait su se constituer dans toute l’Europe : il a été membre des plus importantes sociétés savantes d’Europe, de la Royal Society (1718) à la Leopoldina de Halle, en passant par l’Académie royale des sciences de Paris, l’Académie royale des sciences de Berlin et l’Académie des sciences de Saint-Pétersbourg et de Bologne, auxquelles il adressait d'intéressantes communications de caractère clinique.
En 1724, la mort brutale de l'une de ses patientes l'exposa à de violentes accusations, qui le poussèrent à se défendre publiquement et à faire publier à Venise une apologie. Selon ses détracteurs, la iatromécanique n'était d'aucune utilité pour la médecine. Mais dans son activité professionnelle, Michelotti se montrait très prudent, préférant s'en remettre aux principes reçus de la pratique médicale plutôt que de se risquer à suivre une médecine «rationnelle. »
En 1728, il épousa Giovanna Domenica Cavestri à Venise ; de leur union naquit Gian Francesco Angelo (1730).

### Sources primaires
- Trente, Biblioteca comunale, Mss., 563;
- Fonds ancien de l’université de Padoue : Mss., 285, cc. 167v-169r (thèse de doctorat); 699, cc. 2v (1701), 11v (1702), 54v (1707), 65v (1708);
- Bibliothèque universitaire de Padoue : Mss., 318, c. 8v (acte de décès);
- Archives Nationales de Reggio d'Émilie, Archivio Vallisneri, 4/1, f. III (une lettre de Michelotti à Vallisneri);
- Modène, Biblioteca Estense, Mss. It., IX.F.11 (2 lettere del M. a Vallisneri);
- Forlì, Biblioteca comunale A. Saffi, Collezione Piancastelli, 268.41-44 (4 lettres de Michelotti à Eustachio Manfredi);
- Azzolini autographes (une lettre de Michelotti à Eraclito Manfredi, n.n.);
- Bibliothèque universitaire de Bâle : Mss., L I a 663 (Correspondance avec Johann Bernoulli); L I a 22 (Correspondance avec Nicolas I Bernoulli);
- A. Conti, Prose e poesie, II, Venise 1756, pp. 8–13;
- G.C. Tovazzi, Medicaeum Tridentinum …, Tridenti 1889, pp. 69–72;
- I.F. Riccati - A. Vallisneri, Correspondance (1719-1729), éd. M.L. Soppelsa, Florence 1985, pp. 105 et suiv., 125, 132, 159 et suiv.
- Correspondance G. Grandi - J. Hermann (1708-1714), éd. de S. Mazzone - C.S. Roero, Florence 1992, pp. 193–197;
- The correspondence of James Jurin (1684-1750) physician and secretary to the Royal Society, Amsterdam-Atlanta, 1996, p. 131 et suiv., 447 et suiv., 537;

### Sources secondaires
- François Duchesneau, Leibniz : le vivant et l'organisme, Paris, éditions Vrin, 2010, 348 p. (ISBN 978-2-7116-2249-8, lire en ligne), « V - Conti, Vallisneri et l'enquête sur la préformation », p. 202
- C. Daremberg, Histoire des sciences médicales, vol. II, Paris, 1870, p. 836-839 ;
- André Robinet, L’empire leibnizien : la conquête de la chaire de mathématiques de l'Université de Padoue ; Jakob Hermann et Nicolas Bernoulli (1707-1719), Trieste, Lint, coll. « Contributi alla storia dell'Università di Padova, 22 », 1991, p. 184-192, 195, 201-208, 214-262;
- L. Cloch, « Cenni biografici intorno P.A. Michelotti », Giornale di chirurgia pratica, Trento, no V,‎ 1828, p. V-XXVII;
- F. Freschi, Storia della medicina, vol. VI, Florence, 1843, p. 370-377 ;
- S. De Renzi, Storia della medicina in Italia, IV, Naples 1846, p. 143, 195 et suiv., 277-280, 530;
- G. Ongaro, G. Mozzarelli (dir.) et G. Olmi (dir.), Il trentino P.A. Michelotti, iatromatematico, Il Trentino nel Settecento fra Sacro Romano Impero e antichi Stati italiani, Bologne, 1985, p. 495-521 ;
- G. Piaia (dir.), M.L. Soppelsa (dir.) et G. Ongaro, La iatromatematica nello Studio di Padova e nel Veneto, I Riccati e la cultura della Marca nel Settecento europeo. Atti del Convegno…, Castelfranco Veneto …, Florence, 1992, p. 240-244;
- L. Grugnetti, Sul carteggio Jacopo Riccati - Nicola II Bernoulli, ibid., pp. 156 et suiv.;
- P. Ventrice, Jacopo Riccati, l’idraulica teorica veneta e la formazione dell’idrodinamica, ibid., pp. 204 et suiv., 208, 217;
- M.L. Soppelsa, Leibniz e Newton in Italia. Il dibattito padovano (1687-1750), Trieste-Padova 1989, pp. 83, 116;
- C.S. Maffioli, Out of Galileo: the science of waters 1628-1718, Rotterdam 1994, pp. 290, 308, 337, 340-345, 385, 392, 396-403, 409-413;
- S. Mazzone - C.S. Roero, Jacob Hermann and the diffusion of the Leibnizian calculus in Italy, Florence 1997, pp. 38 et suiv., 80 et suiv., 176-183, 415-423;
- M. Villani, La vita e il pensiero di P.A. Michelotti medico di Dro, Arco 1999;
- F. Martinelli, « P.A. Michelotti filosofo e medico di Dro », Iudicaria, no XLII,‎ 1999, p. 37-46.

## Voir également
- Notices dans des dictionnaires ou encyclopédies généralistes :   - Deutsche Biographie
  - Dizionario biografico degli italiani
  - Enciclopedia italiana
  - Treccani
- Notices d'autorité :   - VIAF
  - ISNI
  - BnF (données)
  - IdRef
  - LCCN
  - GND